# Hemichromis camerounensis
Hemichromis camerounensis ist eine afrikanische Buntbarschart, die im westafrikanischen Niederguinea vorkommt. Die Fischart wurde erst 2021 neu beschrieben.

## Verbreitung
Das Verbreitungsgebiet liegt im südöstlichen Nigeria und in Kamerun und reicht vom Cross River im Westen über den Sanaga bis zum Lobé im Süden und dem Logone im Norden und umfasst auch die Kraterseen Barombi Koto und Mboandong im westlichen Kamerun.

## Merkmale
Hemichromis camerounensis ähnelt dem nah verwandten Fünfflecken-Buntbarsch (Hemichromis fasciatus) und hat wie dieser einen stämmigen, relativ hohen Körper. Die bei der Erstbeschreibung untersuchten Exemplare hatten Längen von 7,5 bis 14,6 cm. Die Grundfärbung ist graugrün. An den Körperseiten befinden sich fünf dunkle Flecken, die manchmal zu senkrechten Bändern erweitert sind. Die Schuppen der Körperseiten sind im Zentrum gelblich und an den Rändern silbrig, pink oder rot. Dies kann in ein Muster von sich einander abwechselnden silbrigen, rötlichen und gelblichen waagerechten Linien resultieren. Der Rücken ist einfarbig graugrün, silbriggrau oder dunkelgrau, der Bauch ist dunkelgrau, weißlich, rot oder pinkfarben. Auf dem Kiemendeckel befindet sich ein großer schwarzer Fleck, der von zwei runden oder annähernd rechteckigen roten Flecken flankiert wird. Ein dunkler Tränenstreifen verläuft durch die Augen. Die Flossen sind grau, gelblich oder weißlich. Rücken- und Afterflosse zeigen manchmal einen pinkfarbenen Rand. Der äußere Rand der Rückenflosse ist gerade oder leicht konvex. Der Schwanzstiel ist genau so lang wie hoch. Der äußere Rand der Schwanzflosse ist gerade. Das Kopfprofil ist gerade oder konkav. Der Oberkiefer ist mit zwei Reihen einspitziger Zähne besetzt.
Vom Fünfflecken-Buntbarsch unterscheidet sich Hemichromis camerounensis durch die zwei roten Flecke auf dem Kiemendeckel, ersterer hat nur einen roten Fleck oder keinen, außerdem durch eine geringere Zahl von Weichstrahlen in der Rückenflosse [10–12 (11) vs. 11–14 (12)], weniger Schuppenreihen auf den Wangen [3–5 (4) vs. 5–7 (5)], weniger Schuppen in einer Längsreihe auf den Flanken [28–30 (29) vs. 29–32 (29)], eine kürzere Schnauze, größere Augen und einen breiteren Kopf im Vergleich zur Kopflänge. Die untere Pharyngealia von H. camerounensis ist etwas breiter als lang und eher V-förmig mit einem längeren bezahnten Bereich, beim Fünfflecken-Buntbarsch eher Y-förmig mit einem kürzeren bezahnten Bereich.